# Sigisvultus
Flavius Sigisvultus (gestorben nach 448) war ein weströmischer Heermeister (magister militum).
Sigisvultus war germanischer Abstammung und ein arianischer Christ. Er diente unter Flavius Felix, von dem er 427 als comes Africae nach Africa entsandt wurde, um dort gegen Bonifatius vorzugehen, doch kam es dann zu einer Verständigung zwischen Bonifatius und dem Kaiserhof in Ravenna. In Africa scheint er auch in religionspolitische Fragen eingegriffen zu haben, so sandte er den arianischen Bischof Maximinus nach Hippo Regius, um mit Augustinus von Hippo über religiöse Fragen zu diskutieren.
Sigisvultus bekleidete 437 zusammen mit dem mächtigen Heermeister Aëtius das Consulat, was mit einem enormen Prestige verbunden war. Spätestens zu diesem Zeitpunkt dürfte Sigisvultus ebenfalls das Heermeisteramt bekleidet haben, und zwar wahrscheinlich das eines Heermeisters der Hofarmee (magister militum praesentalis). Er erhielt auch den Titel patricius. Da anschließend kein zweiter weströmischer Heermeister bei Hof in der Zeit von Valentinian III. erwähnt wird, kann die Ernennung wohl als Versuch des Kaiserhofs bewertet werden, den enormen Einfluss des Aëtius zu brechen, was aber letztlich nicht gelang.
440 leitete er in Italien die Küstenverteidigung gegen die Vandalen. Ansonsten ist wenig über seine Amtszeit bekannt. Zwischen 448 und 450 scheint Sigisvultus verstorben zu sein.